# Ingvild Stensland
Ingvild Stensland (Farsund, 3 de agosto de 1981) é uma futebolista norueguesa que atua como meia.

## Carreira
Ingvild Stensland integrou o elenco da Seleção Norueguesa de Futebol Feminino, nas Olimpíadas de 2008. 